# 百乐达斯城站
百樂達斯城站（：／ Paradaiseu-siti yeok */?）是仁川机场磁悬浮线沿線的一座高架車站，位於韓國仁川廣域市中區雲西洞。開通時站名為國際業務團地站（국제업무단지역），後來為了與仁川地鐵1號線的國際業務園區站作區隔，於是在百樂達斯城贊助事業向站名審議委員會提出更名建議後，將名稱改為「百樂達斯城站」。

## 車站結構
站體為2面2線側式月台的高架車站，候車月台設有月台幕門。

### 月台配置
| 行政大樓 ↑ |
| \| 上      |
| ↓ 水上公園 |

| 月台 | 路線              | 目的地                    |
| ---- | ----------------- | ------------------------- |
| 上行 | ●仁川机场磁悬浮线 | 仁川國際機場1號航站樓方向 |
| 下行 | ●仁川机场磁悬浮线 | 龍遊方向                  |

## 歷史
- 2012年8月16日：決定站名為國際業務團地站（국제업무단지）[1]。
- 2016年2月3日：落成啟用。
- 2017年6月19日：更名為百樂達斯城站[2]。

## 相鄰車站
仁川國際機場公社
●仁川机场磁悬浮线
行政大樓（M03）－百樂達斯城（M04）－水上公園（M05）